# Ruine Oberwangen
Die Ruine Oberwangen ist die Ruine eines mittelalterlichen Wohnturmes aus dem 12. Jahrhundert in der Gemeinde Köniz im Kanton Bern. 

## Lage und Beschreibung
Die Ruine befindet sich auf dem Cheerhübeli.
Der Grundriss des rechteckigen Wohnturmes misst 13,5 × 15 Meter, die Mauerdicke beträgt an der Basis 2,2 Meter. 

## Geschichte
Der Wohnturm war mit grosser Wahrscheinlichkeit die Stammburg der Ritter von Wangen. Das Geschlecht der von Wangen wird 1142 erstmals urkundlich erwähnt.
1298 wurde die Burg durch den Stadtstaat Bern zerstört und nicht wieder aufgebaut (Schlacht am Dornbühl).
Heute ist die Ruine im Besitz des Ortsvereins Oberwangen und ein Aussichtspunkt mit Grillplatz.